# 蝇量级
蝇量级（英語：flyweight）是拳击运动的重量级别之一。

## 拳击
拳击运动中蝇量级的划分标准为体重108磅（49公斤）至112磅（52公斤）。
蝇量级是拳击八个传统级别中最后一个建立的级别。1909年前，所有轻于羽量级的都归于雏量级。1911年，Sid Smith成为首位蝇量级世界拳王。1914年，吉米·怀尔德则成为了首位被英美同时承认的蝇量级拳王。
王金汉保持了该级别连续卫冕的纪录，共19次成功卫冕世界拳击理事会（WBC）蝇量级拳王。

### 现任蝇量级世界拳王
| 组织 | 日期           | 拳王                   | 战绩             | 卫冕次数 |
| ---- | -------------- | ---------------------- | ---------------- | -------- |
| WBA  | 2018年2月24日  | 阿特姆·達拉基揚        | 21-0 (15 KO)     | 5        |
| WBC  | 2019年12月20日 | 胡利奧·塞薩爾·馬丁尼茲 | 18-1-0-2 (14 KO) | 4        |
| IBF  | 2021年4月30日  | 桑妮·愛德華茲          | 18-0 (4 KO)      | 1        |
| WBO  | 2020年11月6日  | 中谷潤人               | 23-0 (18 KO)     | 2        |

## 踢拳
在踢拳运动中，蝇量级通常不超过115磅（53公斤）。而根据国际踢拳联合会规定，职业与业余踢拳的蝇量级划分标准为112.1磅至117磅（50.95公斤至53.18公斤）。

## 综合格斗
在综合格斗中，蝇量级的标准为不超过125磅（57公斤）。